# Stauromedusae
Pour les articles homonymes, voir Lucernaire.
Classe
Ordre
Les Stauroméduses (Stauromedusae), ou « lucernaires », sont un ordre de cnidaires du sous-embranchement des médusozoaires. Les espèces de cet ordre n'entrent jamais en phase « polype » et restent à l'état méduse mais fixé au substrat pendant toute leur vie, ce qui les rend similaires à des polypes. Ce sont pourtant bien des méduses, comme l'atteste leur manubrium quadrangulaire (mais sans bras buccaux). Cependant, elles sont sédentaires et rampantes, les moments où elles flottent libres dans l'eau étant assez brefs.

## Description
De petite taille (en moyenne 2,5 cm), ces méduses benthiques ont un corps en forme de trompette ou verre à pied, avec huit lobes courts dont chacun porte une touffe de courts tentacules terminés par un bouton bourré de cnidocytes. Elles se fixent aux algues et aux posidonies par leur pédoncule adhésif situé au centre de l'ombrelle.
Elles sont « si cryptiques qu'on ne les pêche la plupart du temps que par accident et qu'elles restent fort peu étudiées ».

## Taxinomie

Place des Stauroméduses au sein des cnidaires selon Van Iten, 2006.

La classe Medusozoa contenant cet ordre a été créée en 2004 à la suite de l'impossibilité de relier ce dernier aux scyphozoaires auquel on le liait précédemment. À l'origine cette classe contenait aussi le clade éteint des Conulata mais depuis celui-ci, toujours mal compris, est maintenant considéré comme un groupe frère des Coronatae dans la classe des scyphozoaires.

## Liste des ordres
Selon World Register of Marine Species (13 janvier 2015) :
- classe Staurozoa
  - ordre Conulatae †
  - ordre Stauromedusae
    - sous-ordre Cleistocarpida
      - famille Craterolophidae Uchida, 1929
      - famille Depastridae Haeckel, 1879

    - sous-ordre Eleutherocarpida
      - famille Kishinouyeidae Uchida, 1929
      - famille Kyopodiidae Larson, 1988
      - famille Lipkeidae Vogt, 1887
      - famille Lucernariidae Johnston, 1847

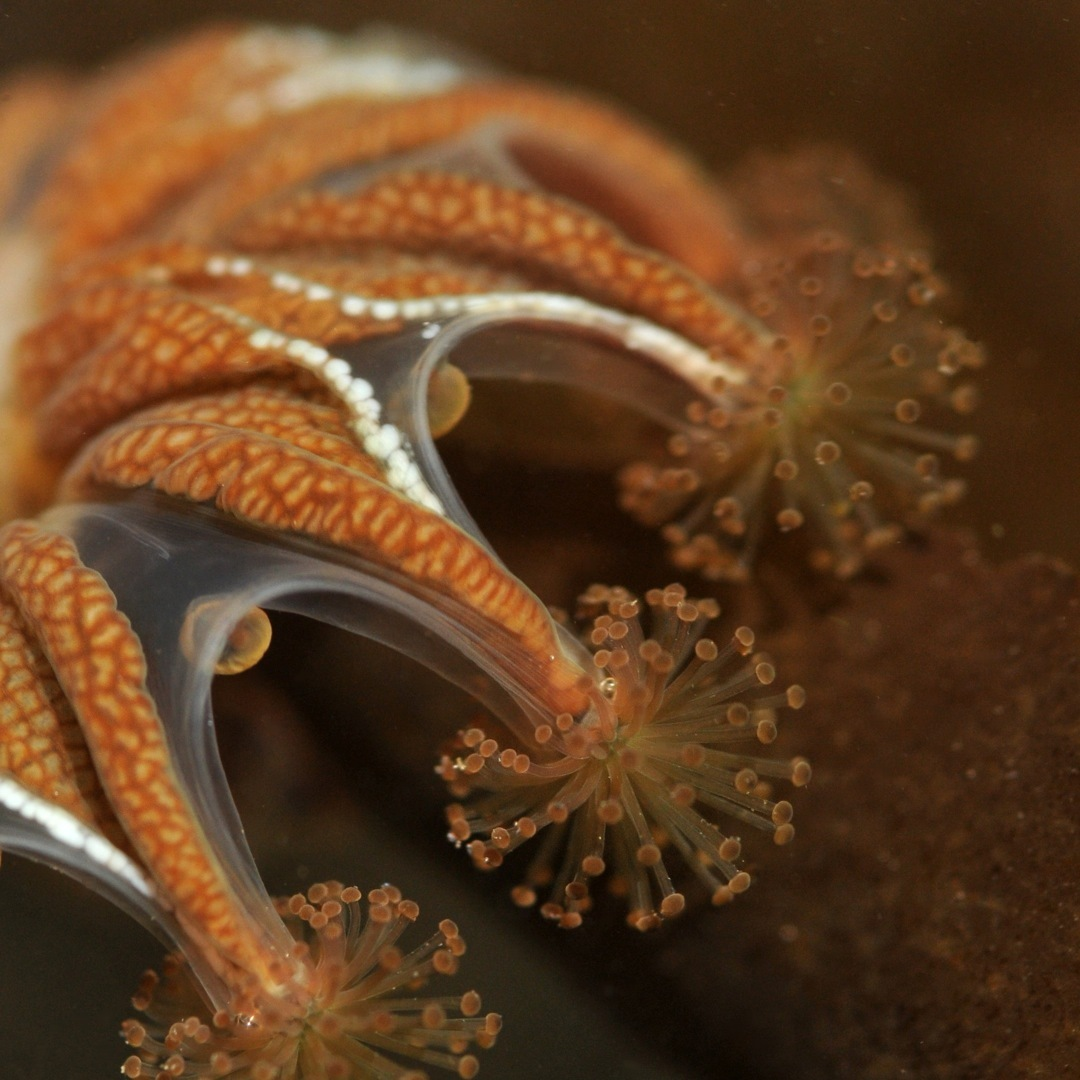
Haliclystus stejnegeri
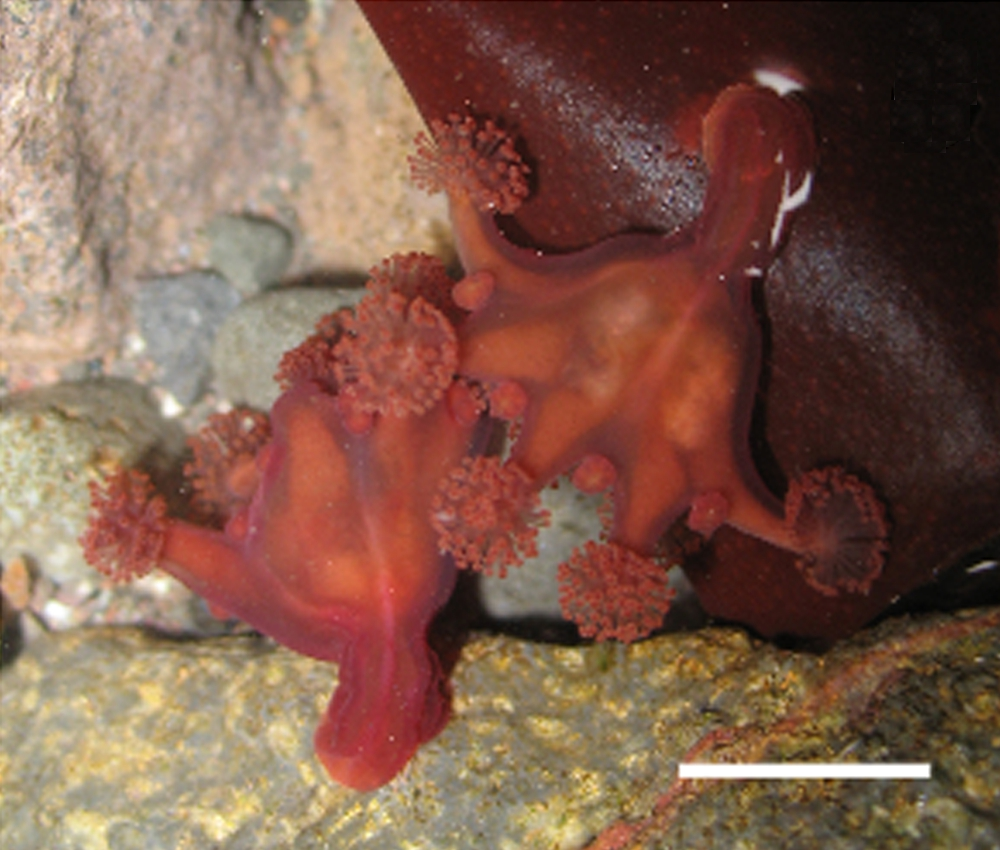
Haliclystus antarcticus
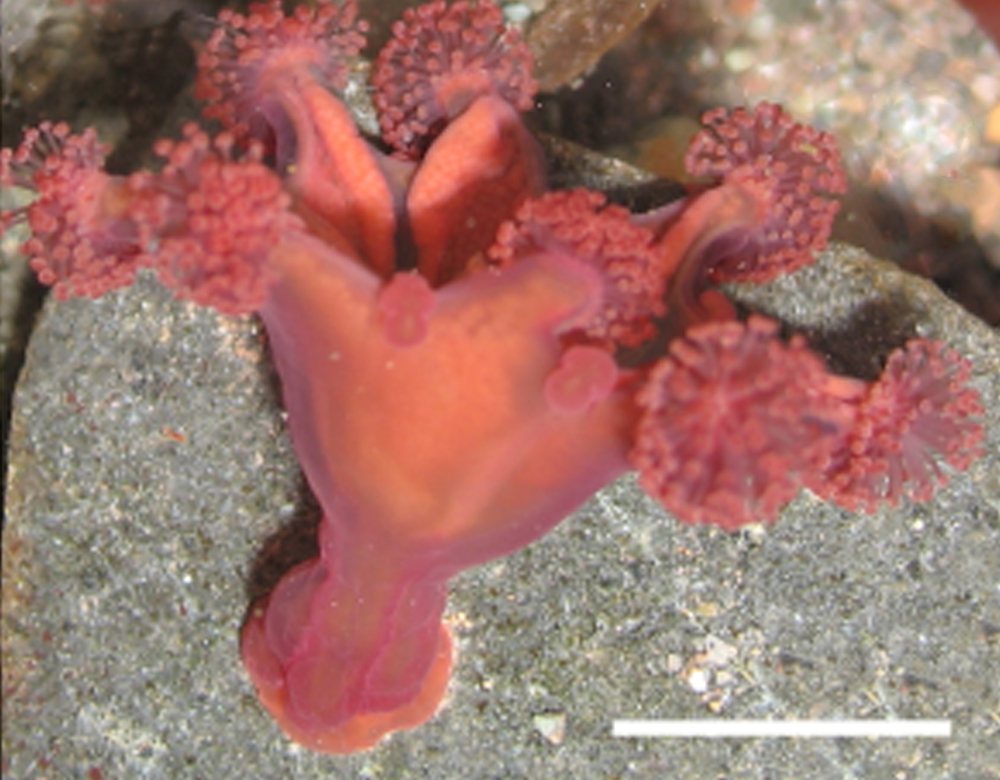
Haliclystus antarcticus
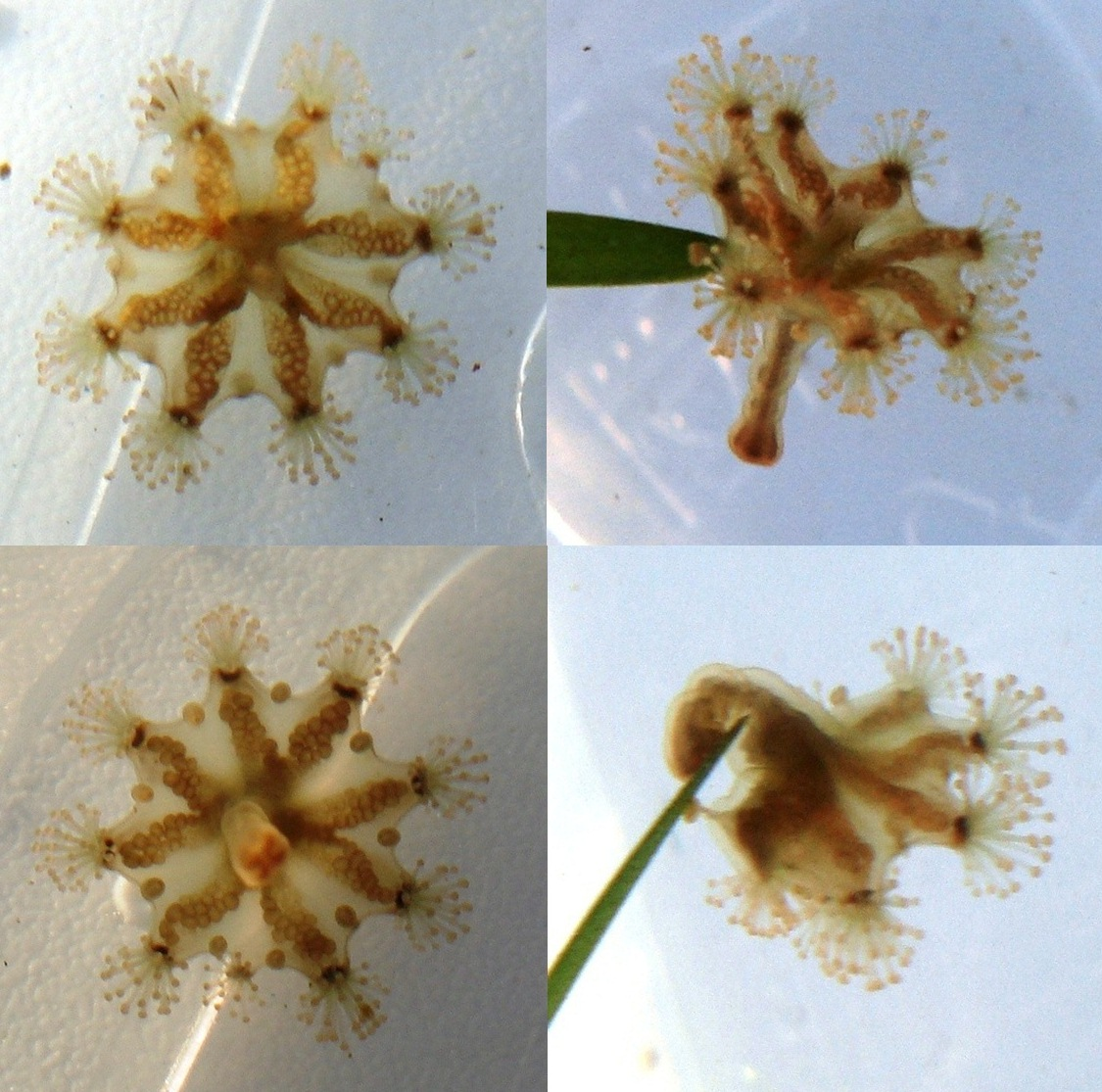
Haliclystus octoradiatus
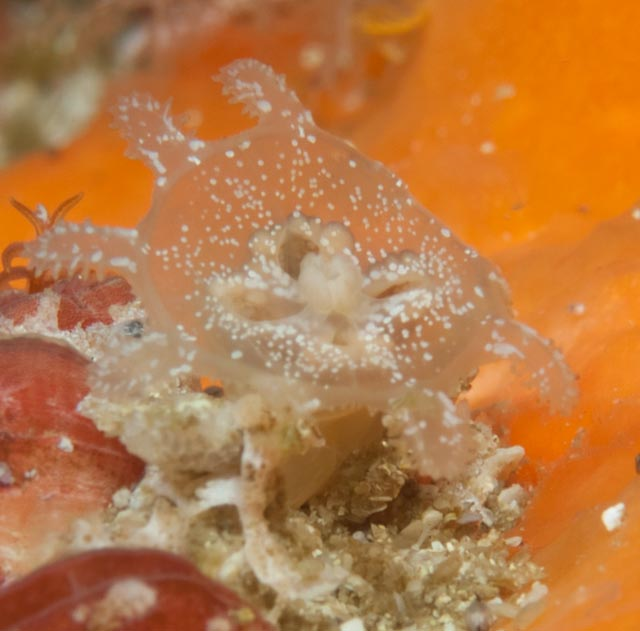
Lipkea stephensoni